# روضه الاثبة (ولد ربيع)

تعديل مصدري - تعديل

روضه الاثبة هي إحدى قرى عزلة قيفه ال مهدي بمديرية ولد ربيع التابعة لمحافظة البيضاء، بلغ تعداد سكانها 158 نسمة حسب تعداد اليمن لعام 2004.